# Тофол
Тофол (англ. Tofol) — столиця штату Косрае в Мікронезії.

## Географія
Тофол знаходиться в муніципалітеті Лелу (Lelu), у східній частині острова Косрае, на південний захід від острова Лелу.

### Клімат
Місто знаходиться у зоні, котра характеризується вологим тропічним кліматом. Найтепліший місяць — квітень із середньою температурою 27.1 °C (80.8 °F). Найхолодніший місяць — лютий, із середньою температурою 26.7 °С (80 °F).
| Клімат Тофола           | Клімат Тофола | Клімат Тофола | Клімат Тофола | Клімат Тофола | Клімат Тофола | Клімат Тофола | Клімат Тофола | Клімат Тофола | Клімат Тофола | Клімат Тофола | Клімат Тофола | Клімат Тофола | Клімат Тофола |
| Показник                | Січ.          | Лют.          | Бер.          | Квіт.         | Трав.         | Черв.         | Лип.          | Серп.         | Вер.          | Жовт.         | Лист.         | Груд.         | Рік           |
| Абсолютний максимум, °C | 32,8          | 32,8          | 32,2          | 32,8          | 32,8          | 34,4          | 36,7          | 32,8          | 33,3          | 33,3          | 34,4          | 36,7          | 36,7          |
| Середній максимум, °C   | 30,1          | 30,1          | 30,1          | 30,4          | 30,4          | 30,6          | 30,8          | 30,8          | 30,9          | 30,8          | 29,2          | 30,4          | 30,5          |
| Середня температура, °C | 26,7          | 26,7          | 27            | 27,1          | 26,9          | 26,9          | 26,8          | 27,1          | 26,8          | 26,8          | 27            | 26,9          | 26,9          |
| Середній мінімум, °C    | 23,3          | 23,2          | 23,5          | 23,6          | 23,6          | 23,3          | 22,7          | 22,5          | 22,7          | 22,7          | 21,3          | 23,1          | 23,1          |
| Абсолютний мінімум, °C  | 17,2          | 17,2          | 17,2          | 19,4          | 17,2          | 20,6          | 19,4          | 17,2          | 16,1          | 19,4          | 21,1          | 16,1          | 16,1          |
| Норма опадів, мм        | 511           | 408           | 503           | 689           | 627           | 467           | 501           | 460           | 544           | 426           | 468           | 508           | 6112          |
| Днів з опадами          | 23            | 19            | 24            | 23            | 26            | 25            | 25            | 24            | 21            | 23            | 23            | 23            | 279           |
| ----------------------- | ------------- | ------------- | ------------- | ------------- | ------------- | ------------- | ------------- | ------------- | ------------- | ------------- | ------------- | ------------- | ------------- |
| Джерело: Weatherbase    |               |               |               |               |               |               |               |               |               |               |               |               |               |

## Населення
На 2000 рік у муніципалітеті Лелу проживало 2591 чоловік.

## Зв'язок
Супутниковий зв'язок забезпечує державна телекомунікаційна компанія FSMTC.